# Streetwear

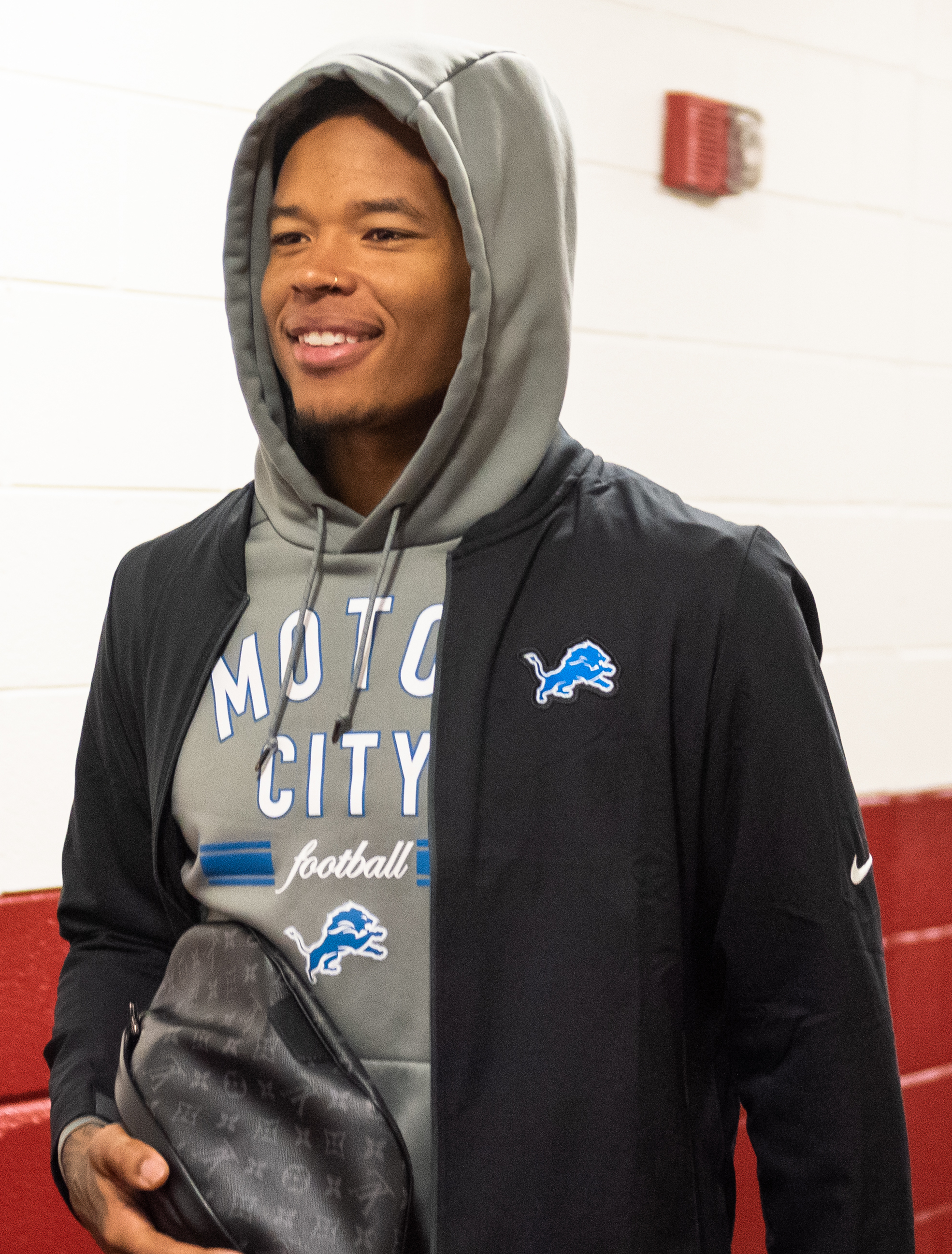
American Footballspeler Marvin Jones Jr in hoodie, bomberjack en met tas van Louis Vuitton

Streetwear (Engels, 'straatkleding') is een vorm van vrijetijdskleding, die in de jaren negentig van de 20ste eeuw ontstond en wereldwijd populair werd. Het gaat om een combinatie van kleding uit de New Yorkse hiphop-scene met invloeden uit de Californische surfcultuur, en bevat elementen van sportkleding, punk, skateboarden en Japanse streetwear. De term streetwear duikt voor het eerst halverwege de jaren 80 op, als het Amerikaanse bedrijf Vision Skateboards een bijbehorende kledinglijn start onder de naam Vision Street Wear.
De term urban kleding wordt ook wel gebruikt om de kledingstijl aan te duiden. Urban is een meer overkoepelende term voor de stedelijke subcultuur van muziek, kleding, dans en graffiti.
In de jaren 10 van de 21ste eeuw pikten couturiers deze modestijl op en werd exclusiviteit een kenmerk. Onderdelen als speciale sneakers of baseballpetten worden met opzet in limited editions uitgebracht, met als gevolg dat er door verzamelaars exorbitante prijzen voor betaald worden.

## Geschiedenis
In de jaren 70 en 80 van de 20ste eeuw ontstond de muziekstijl hiphop in de wijk The Bronx in New York (VS), die samenging met een bepaalde kledingstijl, gedragen door rappers, dj's, breakdancers en graffitikunstenaars. De sfeer van armoede en discriminatie in The Bronx leidde tot een doe-het-zelfcultuur waarin originaliteit, authenticiteit en geloofwaardigheid centraal stonden, tot uiting komend in zowel muziek, dans, kleding als de bijbehorende graffitikunst.
De zogenaamde b-boylook (b-boying is een ander woord voor breakdancing) in de jaren 80 bestond uit Kangol hoedjes (baseballpetten en vissershoedjes), dikke gouden kettingen, je naam in een letterketting rond je nek en sneakers met dikke veters. Kleding van Le Coq Sportif, Fila en Adidas werden gedragen door muzikanten als Run-D.M.C., The Fat Boys, LL Cool J en Big Daddy Kane.
De invloed uit de Californische surfcultuur komt vooral van Shawn Stüssy, die begin jaren tachtig zwarte T-shirts met het witte logo van zijn surfplanken ging bedrukken. Onverwacht werden de T-shirts een hype en groeide het merk uit tot een miljoenenbusiness.
Midden jaren 90 komen de laaghangende baggy (hele wijde) jeans, snapback (verstelbare) petten, kisten, bomberjacks en sportkleding in de mode bij hiphoppers, begin 21ste eeuw gevolgd door leren jacks, piercings en hoodies die vaak over petten worden gedragen.
Artiesten zoals The Notourious B.I.G en Tupac introduceren ook 'blingbling' (opvallende sieraden) en accessoires zoals bandana's, tasjes en riemen van modehuizen die tot dan toe eerder met kleding voor rijke oude dames werden geassocieerd, zoals Burberry en Louis Vuitton. Baggy jeans worden halverwege de heupen gedragen zodat de tailleband van de slip met daarop een duur merk afgedrukt zichtbaar is.
In de jaren 90 begint merchandising rond bekende merken te ontstaan. Baseballpetten en -jacks van bijvoorbeeld de New York Yankees, de Chicago Bulls en Los Angeles Raiders vinden gretig aftrek bij dragers van streetwear. Ook de platenlabels van bekende hiphopartiesten brengen bomber- en baseballjacks uit met initialen van de artiesten, gevolgd door artiesten die eigen kledinglijnen gaan uitbrengen zoals rapper Jay-Z met het label Rocawear.
Vanaf 2012 begint streetwear meer mainstream te worden als niet alleen skaters en artiesten, maar ook acteurs, televisiepersoonlijkheden, studenten en fashionista's ervoor kiezen, waardoor de kleding het imago van onafhankelijke, underground jongerencultuur verliest. Streetwear is daarmee een algemene kledingstijl geworden.
Ookal is streetwear afkomstig van de straat, de drager ervan wil vaak uitdragen dat hij rijk (geworden) is, wat blijkt uit details in de kleding waarin de dure merken die men zich kan veroorloven zichtbaar wordt. Het is niet ongebruikelijk in deze modestijl om een hoodie van 20 euro te combineren met sneakers van enkele honderden euro's.

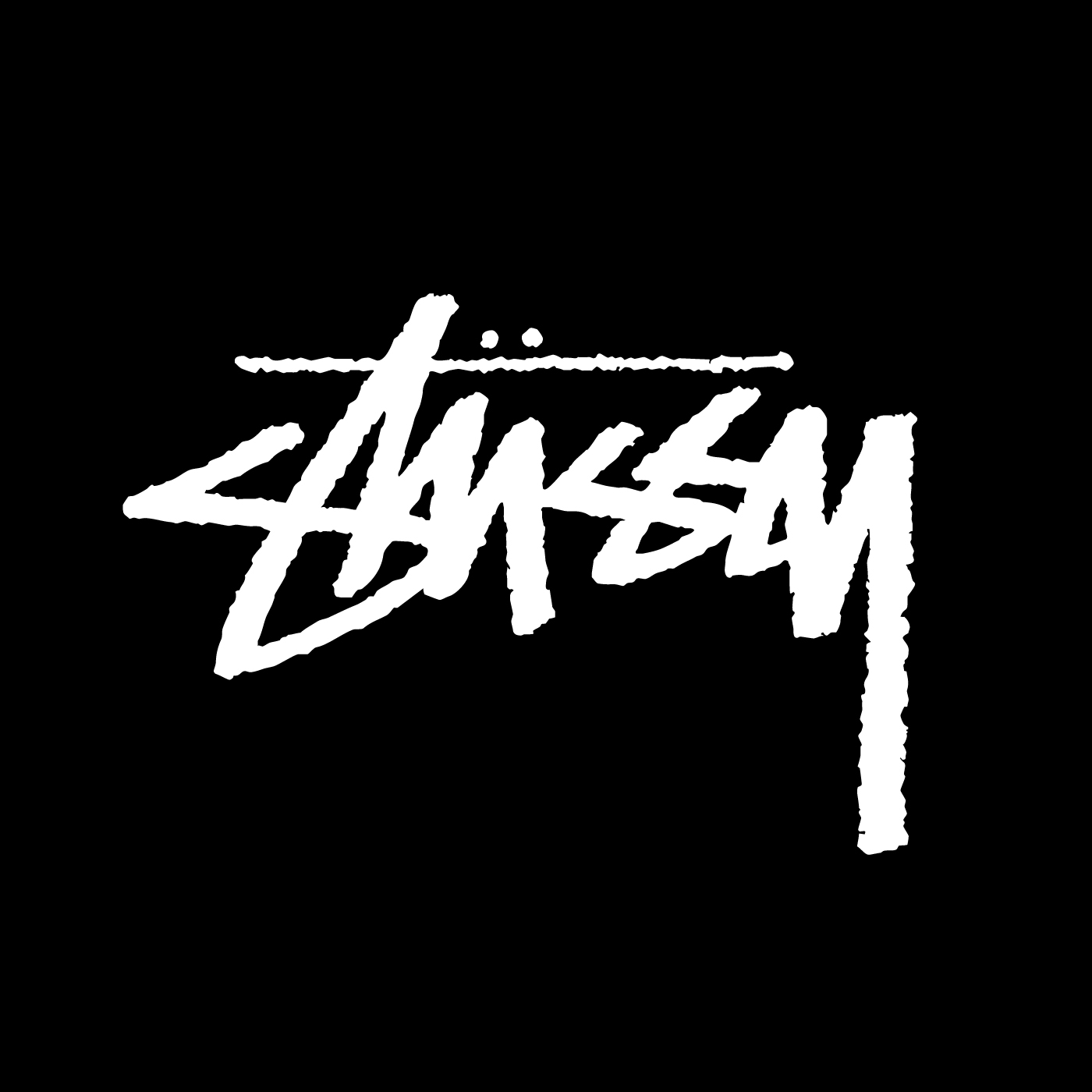
Stüssy-logo
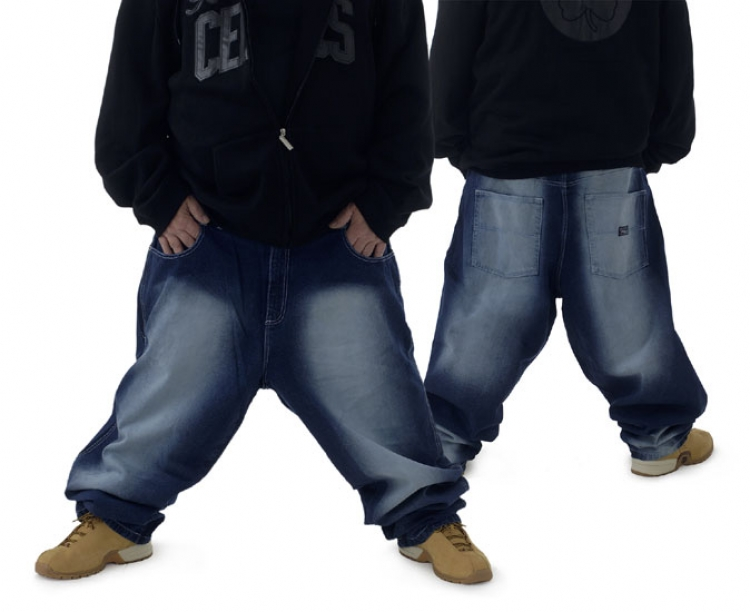
Baggy jeans met laaghangend kruis
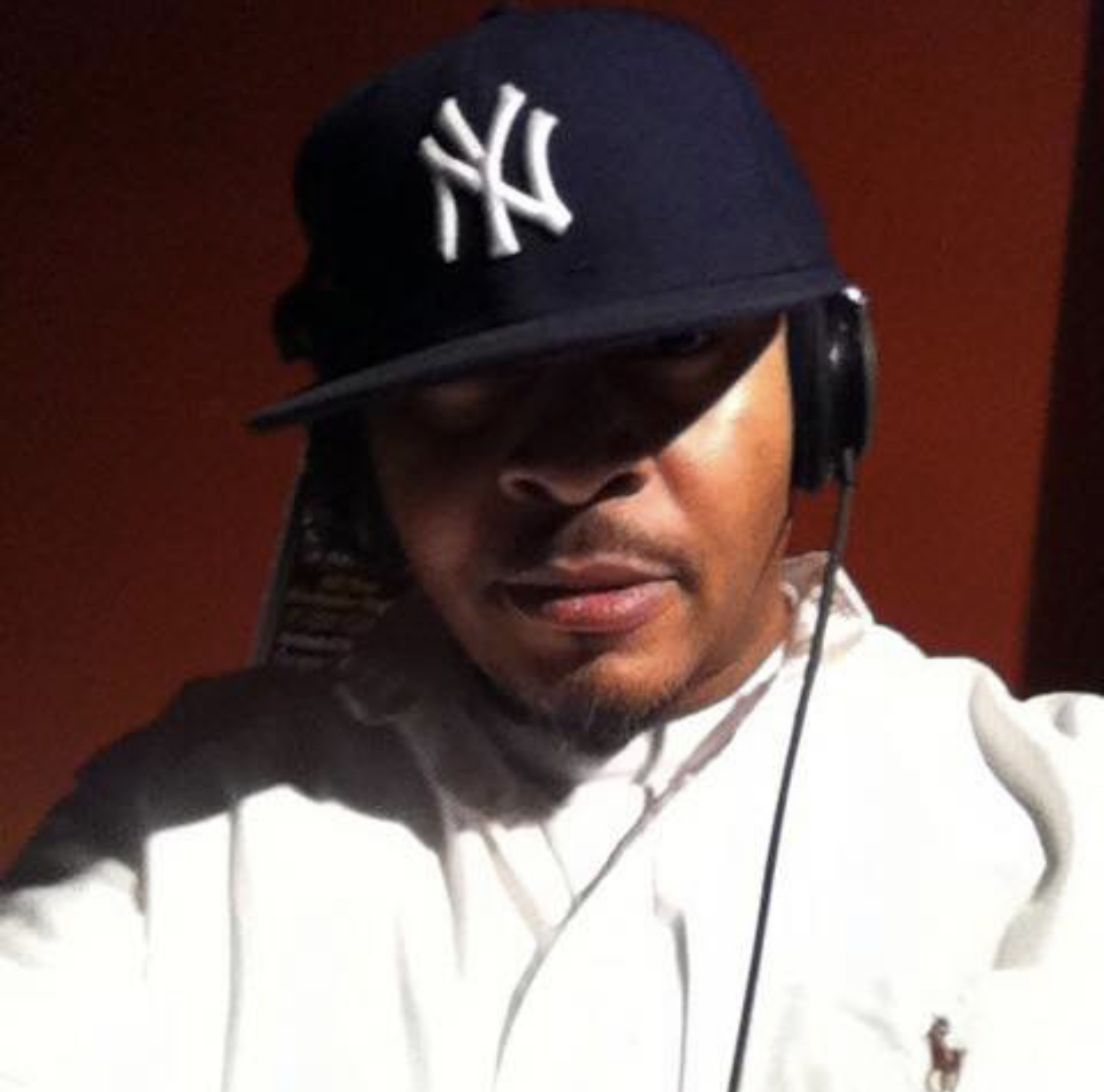
Baseballpet van New York Yankees
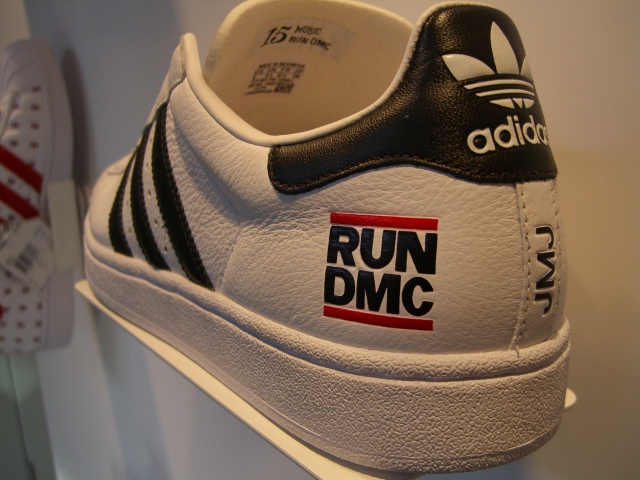
Sneaker van Adidas met logo Run-D.M.C.
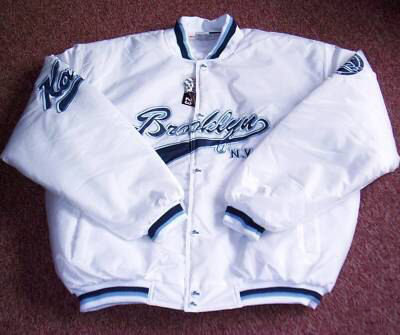
Baseballjack

## Haute couture

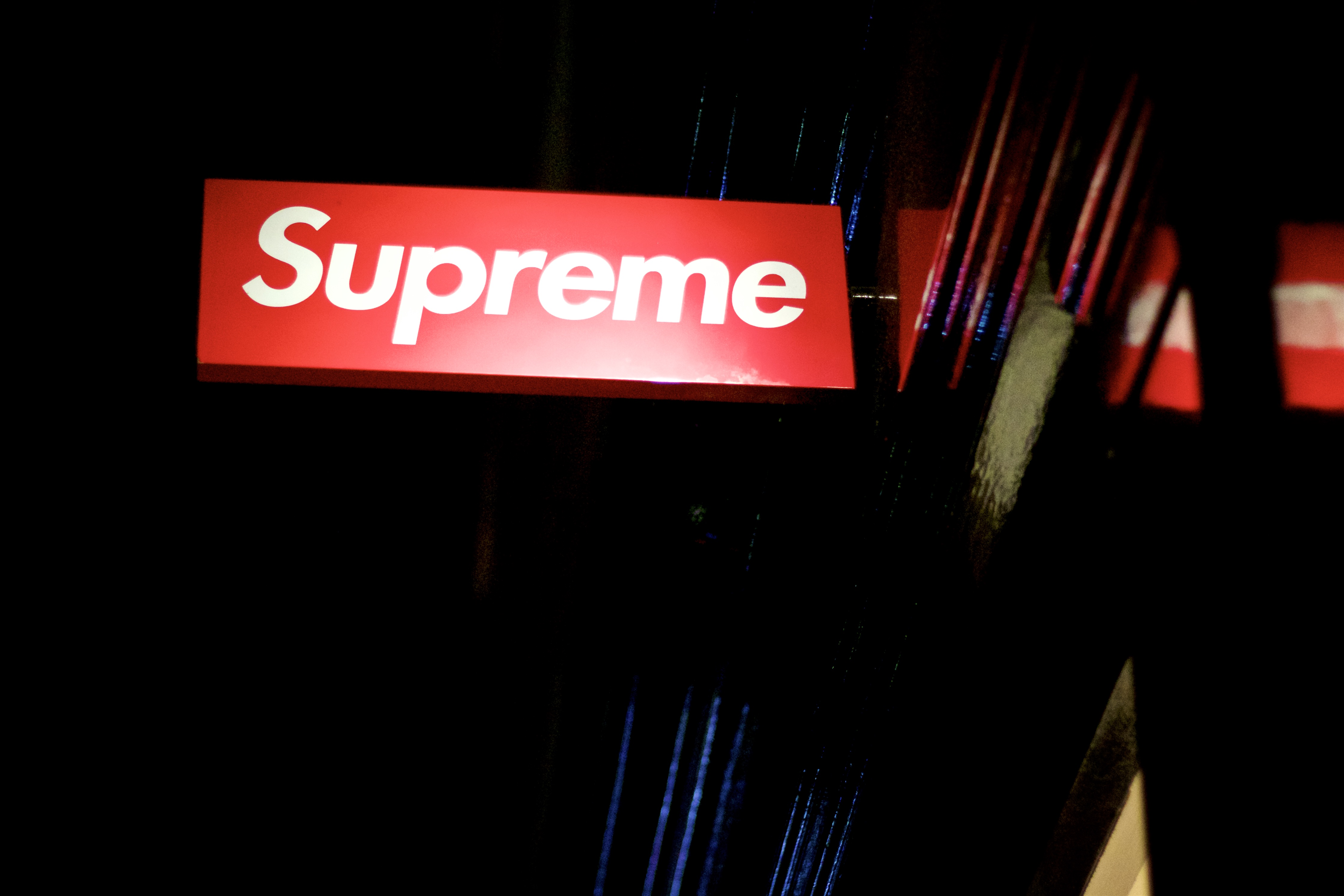
Supreme-winkel in London

In 2016 besluiten het Franse modehuis Louis Vuitton en het Amerikaanse streetwearbedrijf Supreme tot een samenwerking. Tot die tijd was de opkomst van streetwear genegeerd door de Haute Couturebedrijven vanwege het jongere en minder kapitaalkrachtige publiek. Supreme was echter begonnen met het uitbrengen van exclusieve ontwerpen in limited editions. De kopers (ook wel hype beasts genoemd) staan hiervoor dagen op de stoep te wachten (campen) om deze te bemachtigen, om ze vervolgens tegen veel hogere prijzen door te verkopen aan degenen die niet in staat zijn ze in de winkel te bemachtigen. Mede hierdoor wordt streetwear een modestijl waar je je mee kunt onderscheiden als je veel geld te besteden hebt, wat tot die tijd voorbehouden was aan merkkleding van de 'High Fashion' (Haute Couture)-bedrijven. Streetwear van merken als Supreme worden voor tieners felbegeerde items die samen met andere statussymbolen als luxe smartphones en gameconsoles op hun verlanglijstje komen, ook als dat betekent dat al hun geld hieraan opgaat. Het uitbrengen van sneakers in limited editions zorgt ervoor dat sneakers verzamelen een hippe hobby onder mannen wordt.
In 2018 is Virgil Abloh de eerste ontwerper met een streetwearachtergrond die exclusief voor Louis Vuitton een kledingcollectie ontwerpt. In 2018 werkt Louis Vuitton samen met de Japanse 'goeroe van de streetwear' Hiroshi Fujiwara, die in 1989 streetwear in Japan introduceerde met zijn eigen label Good Enough.

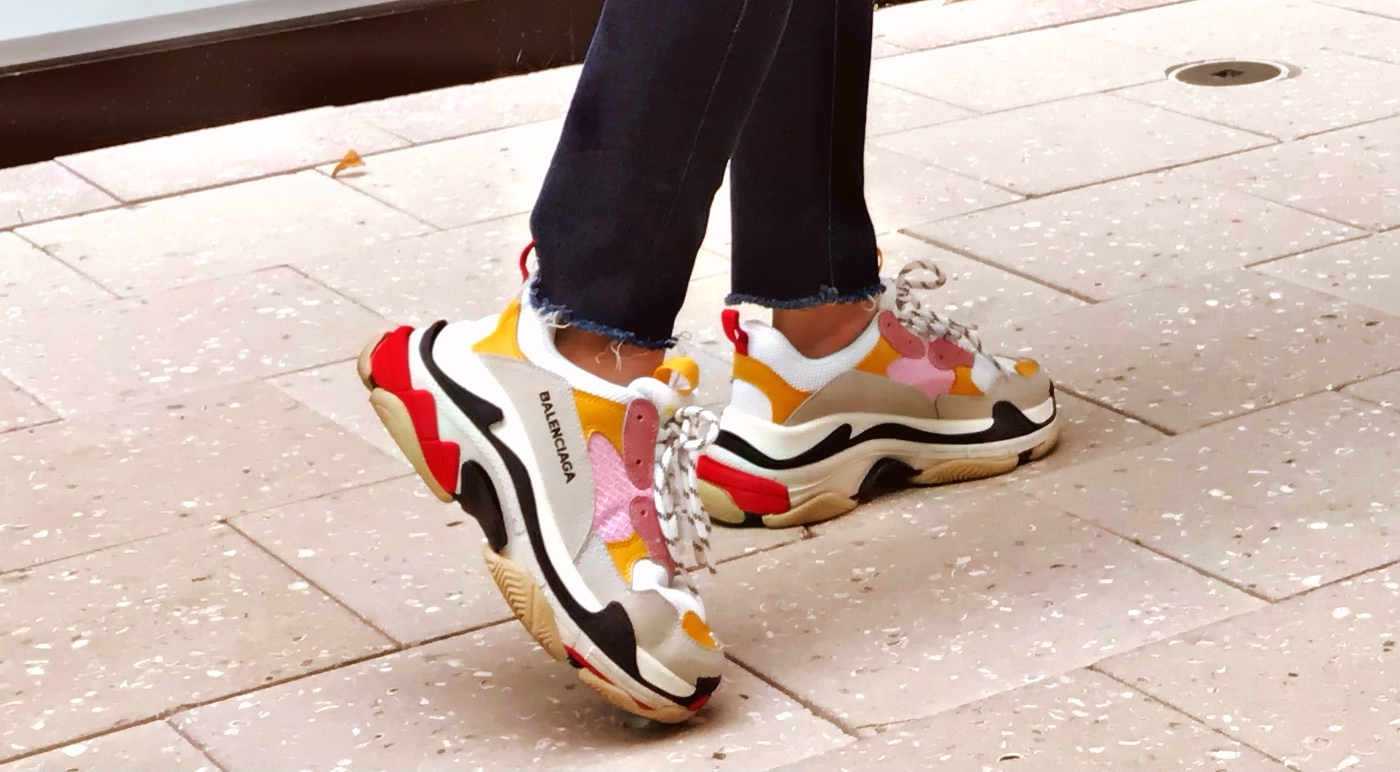
De Triple S-sneaker van Balenciaga

De bekering van Louis Vuitton tot streetwear werd gevolgd door modehuizen Gucci en Balenciaga, die vergelijkbare modecollecties en speciale limited editions van sneakers zoals de Triple S-serie van Balenciaga (prijzen vanaf €695 per paar) gaan uitbrengen.
Ook populaire sportkledingmerken uit de jaren '90 als Kappa en Fila lukt het zichzelf opnieuw uit te vinden en weer relevant te worden met streetwear.
Tijdens de Fashion Week in Milaan met de mannenmode voor zomer 2019 presenteerden alle belangrijke modehuizen vrijwel alleen nog streetwear. Hiermee werd de trend bevestigd dat ook de klassieke modehuizen niet langer de mode dicteren, maar de trends volgen die grotendeels door celebrities en influencers via sociale media worden uitgedragen.

## Nederlandse labels
Bekende Nederlandse streetwearmerken zijn Patta (opgericht in 2004), Daily Paper (opgericht in 2008), The New Originals, Olaf Hussein en Maha (gespecialiseerd in streetwear voor vrouwen).
In november 2021 introduceerde de budgetwinkelketen Zeeman de kledinglijn Skeer (straattaal voor goedkoop of blut), een goedkope collectie streetwear. Hiermee wilde de winkelketen een statement maken tegen dure merkkleding en duidelijk maken dat status niet afhankelijk is van merkkleding. In de reclamecampagne werd rapper Hef ingezet, die eerder graag te koop liep met Gucci en Rolex.

## Belgische labels
België staat bekend in de wereld van de streetwear om haar grote namen als Raf Simons, Walter Van Beirendonck, Dries Van Noten en Ann Demeulemeester. Daarnaast heb je ook nog de meer betaalbare labels als ARTE (opgericht in 2009), KOMONO (opgericht in 2009), LĒO (opgericht in 2016) en Suspicious Antwerp (opgericht in 2017). De Antwerpse skatewinkel Lockwood-Avenue brengt regelmatig "collabs" uit met grote merken als Vans, Nike SB en Carhartt WIP.